# Daniel Londero
Daniel Londero (* 5. Mai 1998) ist ein argentinischer Leichtathlet, der sich auf den Sprint spezialisiert hat.

## Sportliche Laufbahn
Erste Erfahrungen bei internationalen Meisterschaften sammelte Daniel Londero im Jahr 2013, als er bei den Juniorensüdamerikameisterschaften in Resistencia in 10,76 s den sechsten Platz im 100-Meter-Lauf belegte. Im Jahr darauf wurde er bei den Olympischen Jugendspielen in Nanjing in 11,02 s Vierter im B-Finale über 100 Meter und anschließend schied er bei den Jugendsüdamerikameisterschaften in Cali mit 22,41 s in der Vorrunde im 200-Meter-Lauf aus und belegte in 11,01 s den sechsten Platz über 100 Meter. 2016 erreichte er bei den U23-Südamerikameisterschaften in Lima mit 21,93 s auf den fünften Rang über 200 Meter und gewann mit der argentinischen 4-mal-100-Meter-Staffel in 41,47 s die Bronzemedaille hinter den Teams aus Brasilien und Kolumbien. Im Jahr darauf gewann er bei den U20-Südamerikameisterschaften in Leonora in 10,70 s die Bronzemedaille über 100 Meter. Anschließend schied er bei den Südamerikameisterschaften in Luque mit 21,44 s in der ersten Runde über 200 Meter aus und belegte mit der Staffel in 40,77 s den fünften Platz. Daraufhin schied er bei den U20-Panamerikameisterschaften in Trujillo mit 11,06 s bzw. 22,11 s jeweils im Vorlauf über 100 und 200 Meter aus. 2023 belegte er bei den Südamerikameisterschaften in São Paulo mit eingestelltem Landesrekord von 39,85 s den vierten Platz in der 4-mal-100-Meter-Staffel. Im Jahr darauf schied er bei den Ibero-Amerikanischen Meisterschaften in Cuiabá mit 10,51 s im Vorlauf über 100 Meter aus und gewann mit der Staffel in 39,85 s die Bronzemedaille hinter den Teams aus Brasilien und Kolumbien. 2025 verpasste er dann bei den Hallensüdamerikameisterschaften in Cochabamba mit 6,79 s den Finaleinzug im 60-Meter-Lauf. Ende April belegte er mit der Staffel bei den Südamerikameisterschaften in Mar del Plata in 39,91 s den vierten Platz.
In den Jahren 2016 und 2020 wurde Londero argentinischer Meister im 200-Meter-Lauf sowie 2024 in der 4-mal-100-Meter-Staffel.

## Persönliche Bestzeiten
- 100 Meter: 10,30 s (+1,3 m/s), 29. März 2025 in Concepción del Uruguay
  - 60 Meter (Halle): 6,79 s, 22. Februar 2025 in Cochabamba
- 200 Meter: 21,10 s (+1,5 m/s), 22. März 2025 in Buenos Aires